# 福祉党
福祉党（ふくしとう）は、1983年に八代英太により結成された日本の政党。略称は福祉。

## 沿革
1983年の選挙制度改定により、参議院議員選挙における全国区が廃止されたため、全国区選出の無所属議員であった八代英太は、福祉党を結成して、同年の第13回参議院議員選挙に出馬した。代表の八代を含め10名の候補者が比例区に立候補し、157万7630票を獲得。名簿順位1位の八代が当選した。
選挙後に召集された第99回臨時国会では、サラリーマン新党と共に統一会派「参議院の会」を結成したが、翌1984年に、八代が福祉党を離党し、自民党へ移籍したため、国会内での議席を失った。
八代の移籍は、当時の公職選挙法で定められた「欠員」に当たらないとされ、福祉党の選挙名簿からの繰り上げ当選は行われなかった。そのため、比例区で当選した候補者が、別の政党に移籍することの是非が議論になり、2000年に比例当選した議員が当選時に比例区で対立した政治団体へ移籍する場合は議員辞職をする規定が盛り込まれた。
天坂辰雄（弁護士）が代表となり党は存続したが、第14回参議院議員選挙、第15回参議院議員選挙のいずれも、1議席も獲得できなかった。

## 党勢の推移

### 参議院
| 選挙           | 当選/候補者 | 非改選 | 定数 | 備考 |
| -------------- | ----------- | ------ | ---- | ---- |
| 第13回通常選挙 | 1/10        | 0      | 252  |      |
| 第14回通常選挙 | 0/10        | 0      | 252  |      |
| 第15回通常選挙 | 0/10        | 0      | 252  |      |